# トップ・シェフ
『トップ・シェフ』（Top Chef）はアメリカのケーブルテレビ局Bravoで放送されているリアリティ料理番組。
この番組では何度もスピンオフ番組を制作されており、トップ・シェフ:マスターズ、トップシェフ:ジャスト・デザート、トップ・シェフ・カナダ、トップ・シェフ・ジュニアが放送された。
日本では2012年3月にDlifeで初放送される予定。

## フォーマット
まだ無名のシェフ達が、「トップ・シェフ」の座を賭けて様々な課題で対決する。
1エピソードにつき、短時間でテーマに沿った一品料理を作る前哨戦「クイックファイヤー・チャレンジ」と、脱落者を決定する本戦「エリミネーション・チャレンジ」の二種類の対戦が行われ、エリミネーション・チャレンジで最低評価だったシェフがそのエピソードで脱落。最後に残った1名に「トップ・シェフ」の称号が授与される。クイックファイヤー・チャレンジで優秀な成績を収めたシェフは、エリミネーション・チャレンジでの脱落を免除されたり、戦いを有利にする特典が与えられる。

## 出演
- 司会：ケイティ・リー（第1シーズンのみ）パドマ・ラクシュミー（第2シーズン以降）

## 海外フォーマット
- アラブ世界：LBC[2]
- カナダ：フード・ネットワーク[3]
- フィンランド：Sub[4]
- フランス&ベルギー：M6&RTL-TVI[5]
- オランダ：RTL 5&RTL 6[6]